# 라슬로 4세

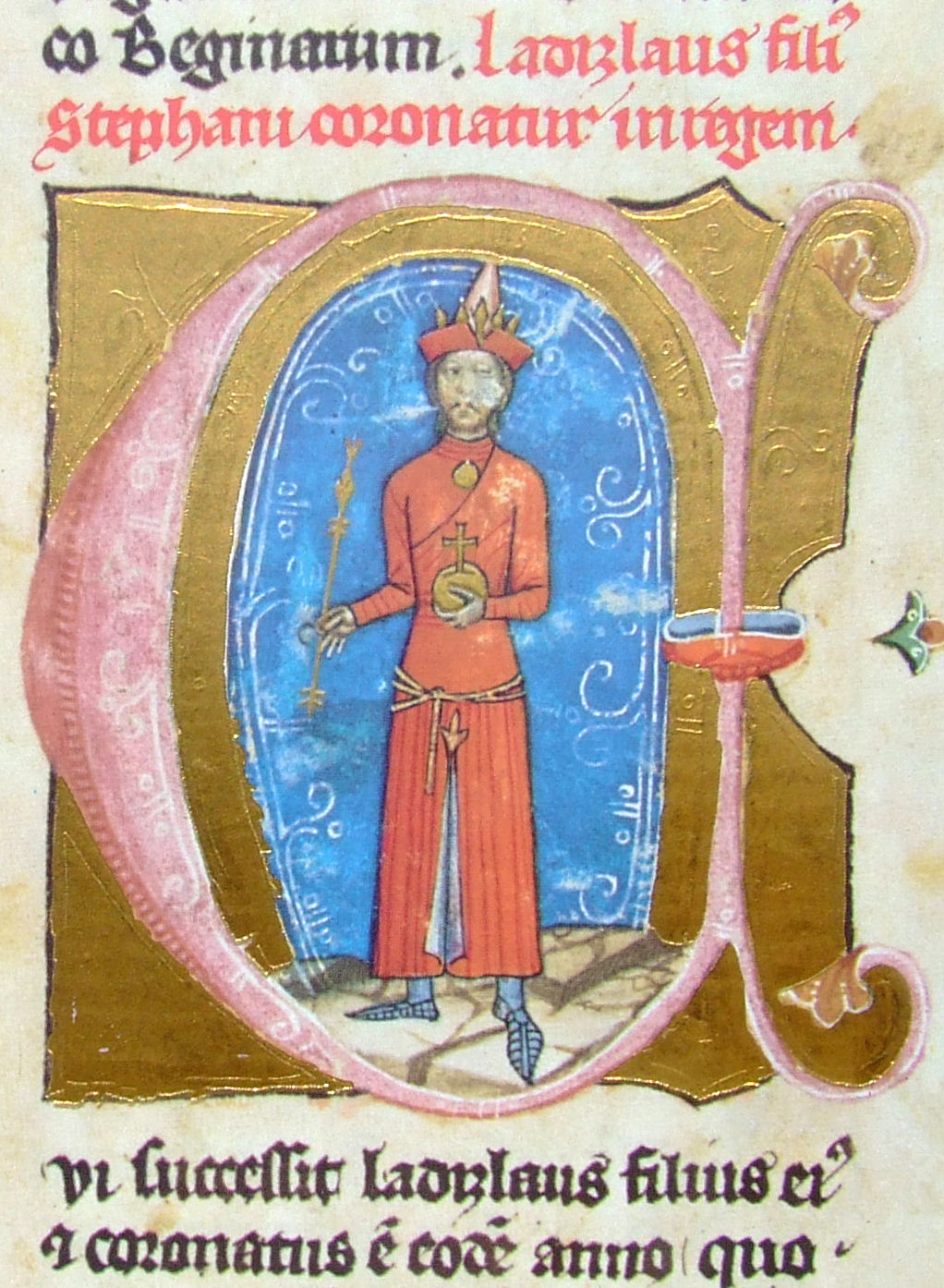
1358년에 출간된 《삽화 연대기》에 묘사된 라슬로 4세

라슬로 4세(헝가리어: IV. László, 슬로바키아어: Ladislav IV. 라디슬라프 4세, 크로아티아어: Ladislav IV. 라디슬라브 4세, 1262년 8월 5일 ~ 1290년 7월 10일)는 헝가리와 크로아티아의 국왕(재위: 1272년 ~ 1290년)이다. 아르파드 왕조 출신이며 쿠만인 라슬로(헝가리어: Kun László 쿤 라슬로[*], 슬로바키아어: Ladislav Kumánsky 라디슬라프 쿠만스키, 크로아티아어: Ladislav Kumanac 라디슬라브 쿠마나츠)라는 별칭으로 부르기도 한다.

## 생애
이슈트반 5세의 아들로 태어났다. 그의 어머니인 에르제베트(Erzsébet)는 쿠만인 출신이다. 1269년 9월 이슈트반 5세가 시칠리아의 군주였던 카를로 1세와 동맹 관계를 수립했다. 1270년 라슬로는 카를로 1세의 딸이었던 엘리사베타(Elisabetta)와 정략 결혼을 했다.
1272년 여름에는 슬라보니아의 영주였던 구트켈레드 요어킴(Gutkeled Joakim)이 이슈트반의 아들이자 왕위 계승권자였던 라슬로, 이슈트반의 아내이자 라슬로의 어머니였던 에르제베트를 납치하는 사건이 발생했다. 이슈트반은 라슬로를 구출하기 위해 군대를 소집하고 요새를 포위했지만 실패하고 만다.
1272년 8월 6일에 사망한 이슈트반 5세의 뒤를 이어 왕위에 올랐다. 즉위 당시에 그의 나이가 10세에 불과했기 때문에 1277년까지는 그의 어머니인 에르제베트가 섭정 역할을 수행했다.
1277년 라슬로는 섭정 체제를 끝내고 왕권 강화에 착수했다. 이 과정에서 라슬로는 왕권을 강화하기 위해 쿠만인과 동맹 관계를 맺었다. 특히 쿠만인에게는 쿠만인 전통의 법률 대신 기독교 율법을 따르도록 지시했다. 이 때문에 라슬로는 귀족들과의 갈등을 빚게 되었고 교황 니콜라오 4세에 의해 파문당하게 된다.
1290년 7월 10일 쾨뢰세그(Körösszeg) 성에서 쿠만인 출신인 아르보츠(Árbóc), 퇴르텔(Törtel), 케멘체(Kemence)에 의해 살해당했다. 그의 왕위는 언드라시 3세가 승계받았다.

## 같이 보기
- 쿠마니아